# 9th Infantry Division (United States Army)
La 9th Infantry Division (9ª Divisione di fanteria) è stata una divisione di fanteria dell'esercito degli Stati Uniti che ha partecipato alla seconda guerra mondiale ed alla guerra del Vietnam.

## Storia
Fu creata il 18 luglio 1918 a Camp Sheridan in Alabama per essere impiegata nella prima guerra mondiale ma non lasciò gli Stati Uniti e fu smobilitata il 15 febbraio 1919. Dopo essere stata disattivata alla fine della seconda guerra mondiale, fu riattiva tra il 1947 ed il 1962 a Fort Dix in New Jersey e Fort Carson in Colorado e prese parte al conflitto coreano. Dopo la fine della guerra in Vietnam fu nuovamente riattivata del 1972 al 1991 a Fort Lewis in Washington.